# Giovanni Giolitti
Giovanni Giolitti (ur. 27 października 1842 w Mondovì, zm. 17 lipca 1928 w Cavour) – włoski polityk, mąż stanu, pięciokrotny premier Włoch w latach 1892–1893, 1903–1905, 1906–1909, 1911–1914 oraz 1920–1921, w czasie urzędowania wprowadził wiele reform, m.in. powszechne prawo wyborcze, zakaz pracy nocnej, ograniczenie czasu pracy dzieci i kobiet.

## Życiorys
Giovanni Giolitti był synem Giovenale, urzędnika sądowego, oraz Enrichetty Plochiù. Ukończył studia prawnicze na Uniwersytecie Turyńskim. Pracował w administracji lokalnej i rządowej, w 1882 roku został członkiem Izby Deputowanych. Reprezentował w niej liberałów. W 1889 roku został ministrem skarbu, później także ministrem finansów ad interim w rządzie Francesca Crispiego. 16 maja 1892 roku otrzymał od króla misję sformowania własnego gabinetu. W latach 1901–1903 był ministrem spraw wewnętrznych w rządzie Giuseppe Zanardellego.
Jego rządy przeprowadziły szereg działań, z których najważniejszymi były: nacjonalizacja kolei i telefonii, ograniczenie czasu pracy nocnej oraz kobiet i dzieci, rozbudowa systemu ubezpieczeń zdrowotnych. Wspierał nacjonalistyczną politykę zagraniczną Włoch, za jego rządów wybuchła wojna z Turcją (1911–1912), w wyniku której Włochy objęły w posiadanie kolonie w Afryce Północnej. Pomimo swej życzliwości w stosunku do Cesarstwa Niemieckiego był przeciwny przystąpieniu Włoch do I wojny światowej po stronie państw centralnych. Rządząc w latach 1920–1921 dopuścił do wzrostu wpływów faszystów włoskich.
Podczas faszystowskiego zamachu stanu w 1922 roku przebywał na wakacjach we Francji. Początkowo popierał rządy Benito Mussoliniego. Po zabójstwie Giacomo Matteotiego, wraz z Vittorio Orlando i Antonio Salandrą, wystosował protest przeciwko ograniczaniu swobód obywatelskich. Na przełomie 1924 i 1925 roku oficjalnie przestał wspierać poczynania faszystów, potępiał również kult Mussoliniego. 21 grudnia 1925 roku zrezygnował z funkcji członka Rady Prowincji Cuneo, odchodząc całkowicie z polityki i osiadł w Cavour. Jeszcze raz wystąpił publicznie 16 marca 1928 roku, protestując przeciw nowej ordynacji wyborczej. Trzy miesiące później stan jego zdrowia gwałtownie się pogorszył. Zmarł w Cavour 17 lipca 1928 roku.
Jego wnukiem był Antonio Giolitti (1915–2010), powojenny polityk lewicowy.

## Odznaczenia
- Order Annuncjaty (Włochy)
- Krzyż Wielki Orderu św. Maurycego i Łazarza (Włochy)
- Krzyż Wielki Orderu Korony (Włochy)
- Krzyż Wielki Orderu św. Stefana (Austro-Węgry)[2]
- Order Serafinów (Szwecja, 1911)[3]